# رالف ليفين
رالف ليفين هو اقتصادي وسياسي سويسري، ولد في 21 مايو 1953 في بازل في سويسرا. نشط حزبياً في الحزب الاشتراكي الديمقراطي السويسري.